# 石川又八
石川 又八（いしかわ またはち、1877年（明治10年）6月14日 - 1935年（昭和10年）9月6日）は、明治後期から昭和前期の篤農家、実業家、政治家。衆議院議員、佐賀県佐賀郡久保田村長。

## 経歴
佐賀県佐賀郡久保田村久保田宿（現久保田町大字久保田）で、石川謙助の長男として生まれる。大阪市立高等商業学校（のち大阪商科大学）を卒業。1897年（明治30年）家督を相続し、農業を営む。日露戦争に従軍し、陸軍歩兵中尉で除隊した。
1903年（明治36年）頃より農業改良に取り組み、田での正条植えを奨励し、村内の篤農家と共に晩生稲の時代を主張して、1913年（大正2年）全国五石収穫懸賞会で入賞してその成果が認められた。
実業界では、佐賀県農工銀行取締役、川上軌道（佐賀電気軌道）取締役、南洋貿易取締役、佐賀特許醤油取締役、古賀銀行取締役、窓乃梅酒造（現：佐嘉酒造）取締役、肥前醤油監査役、日宇土地監査役、田中丸呉服店監査役などを務めた。1927年（昭和2年）大立野の魚問屋を（株）石川魚市場に改組し、1928年（昭和3年）久保田搦耕地整理組合の初代組合長に就任し、228町の干拓工事を担った。
1913年（大正2年）9月、12代久保田村長に就任し、佐賀郡会議員（2期）、同参事会員、同議長、佐賀県会議員（2期）なども務めた。1917年（大正6年）4月、第13回衆議院議員総選挙に佐賀県郡部から憲政会所属で出馬して初当選。1932年（昭和7年）2月の第18回総選挙（佐賀県第1区、立憲政友会公認）でも再選され、衆議院議員に通算2期在任。議員在任中の1935年9月に死去した。